# День народження Юлії
«День народження Юлії» — український анімаційний фільм 1994 року студії Укранімафільм, режисер - Наталя Марченкова.

## Сюжет
Наречений Юлії — мотоцикліст — трагічно загинув. Однак Юлія, недовго сумувавши, зібралася до шлюбу знову. Та мотоцикліст повернувся з того світу і викрав душу Юлії. Довелось їй вирушити в потойбічний світ визволяти свою душу.

## Над фільмом працювали
- Автор сценарію: Валерій Роньшин;
- Режисер: Наталя Марченкова;
- Художник-постановник: Сергій Сашніков;
- Композитор: Вадим Храпачов;
- Оператор: Ірина Сергєєва;
- Звукооператор: Юрій Нечеса;
- Художники-мультиплікатори: Олексій Голованов (у титрах А. Голованов), Наталя Марченкова;
- Асистенти: К. Свиридовська, Н. Антімонова;
- Монтаж: Юна Срібніцька (у титрах Ю. Срєбницької);
- Редактор: Світлана Куценко;
- Директор фільму: В. Руденко.

### Текст читає
- Р. Білий.